# Pat waing

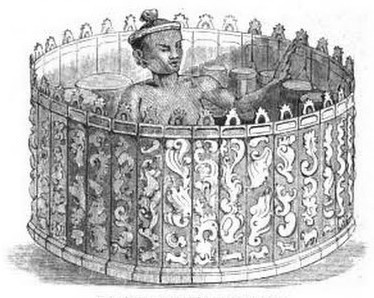
Pat waing - Tambores en círculo de Birmania

El pat waing o saing waing es un conjunto de 21 tambores colocados en círculo, tradicional de Birmania. El ejecutante se sienta en un casco en forma de herradura, de madera tallada, y decorada con lámina de oro.